# Bình Hàng Tây
Bình Hàng Tây là một xã thuộc huyện Cao Lãnh, tỉnh Đồng Tháp, Việt Nam.

## Địa lý
Xã Bình Hàng Tây có vị trí địa lý:
- Phía bắc giáp xã Tân Hội Trung
- Phía đông giáp xã Mỹ Long
- Phía nam giáp xã Bình Thạnh
- Phía tây giáp xã Bình Hàng Trung.

Xã có diện tích 15,23 km², dân số năm 1999 là 9.317 người, mật độ dân số đạt 612 người/km².

## Lịch sử
Sau năm 1975, Bình Hàng Tây là một xã thuộc huyện Cao Lãnh.
Ngày 5 tháng 1 năm 1981, Hội đồng Chính phủ ban hành Quyết định 4-CP về việc chia huyện Cao Lãnh thành hai huyện lấy tên là huyện Cao Lãnh và huyện Tháp Mười. Xã Bình Hàng Tây thuộc huyện Cao Lãnh.
Ngày 23 tháng 2 năm 1983, Hội đồng Bộ trưởng ban hành Quyết định 13-HĐBT về việc thành lập thị xã Cao Lãnh trên cơ sở điều chỉnh một phần diện tích và dân số của huyện Cao Lãnh. Xã Bình Hàng Tây thuộc huyện Cao Lãnh.
Ngày 27 tháng 6 năm 1989, Hội đồng Bộ trưởng ban hành Quyết định 77-HĐBT về việc thành lập xã Tân Hội Trung trên cơ sở tách 375 hécta diện tích tự nhiên với 268 nhân khẩu của xã Bình Hàng Tây.
Sau khi điều chỉnh địa giới hành chính, xã Bình Hàng Tây có 1.153,70 hécta diện tích tự nhiên và 7.705 nhân khẩu.